# ميلتون (كامبريدجشير)
ميلتون (بالإنجليزية: Milton, Cambridgeshire)‏ هي قرية و أبرشية مدنية تقع في المملكة المتحدة في إنجلترا. يقدر عدد سكانها بـ 4,679 نسمة .

## معرض صور

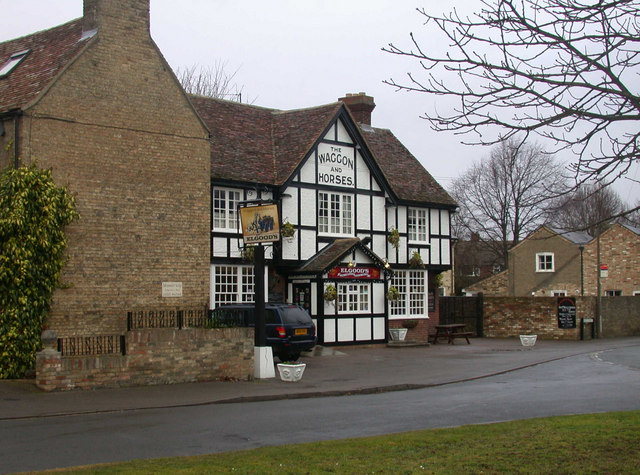
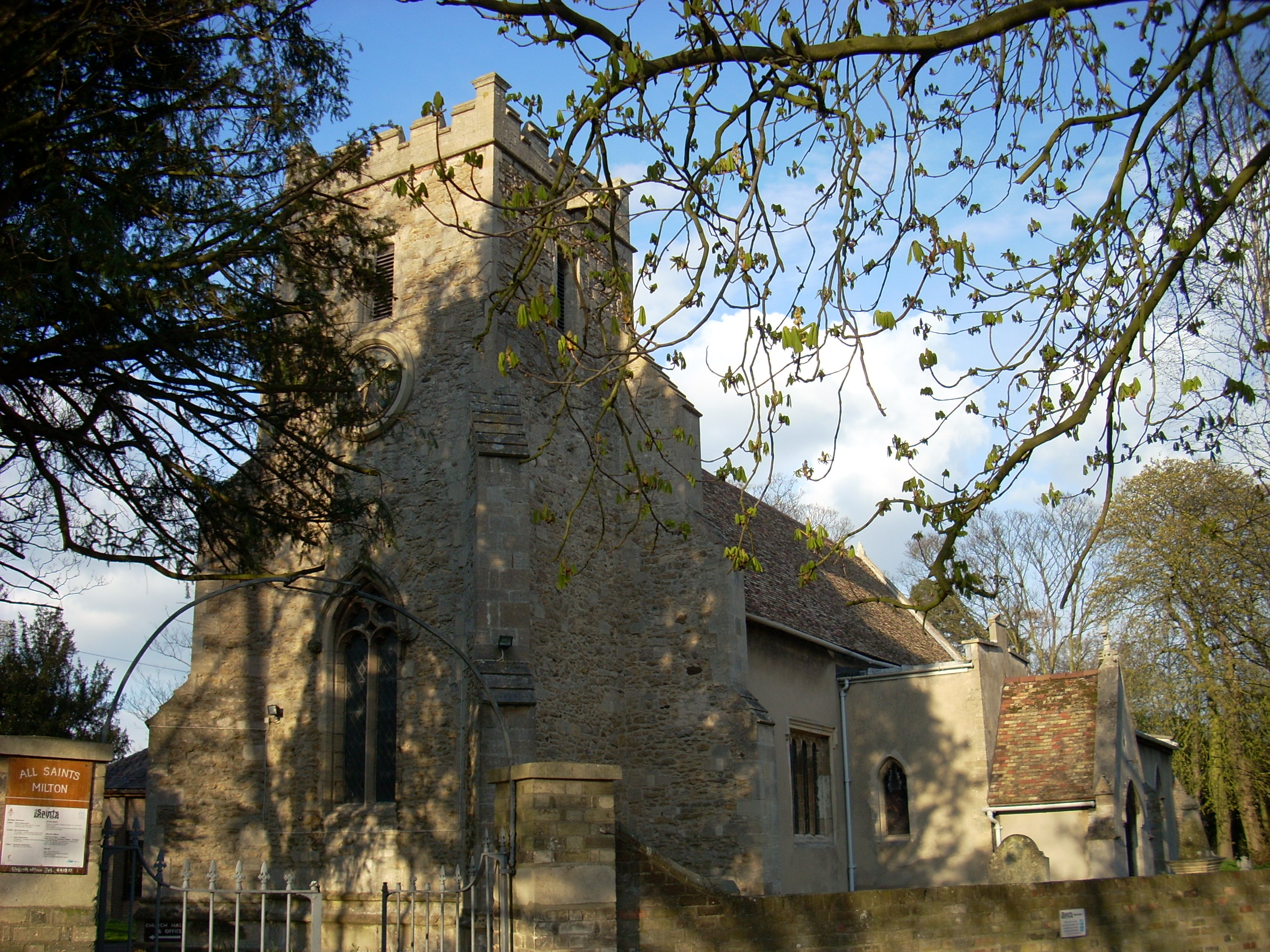
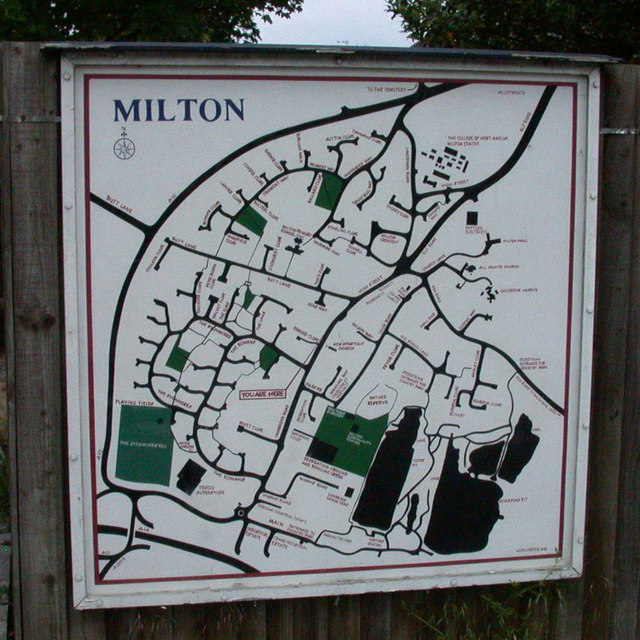
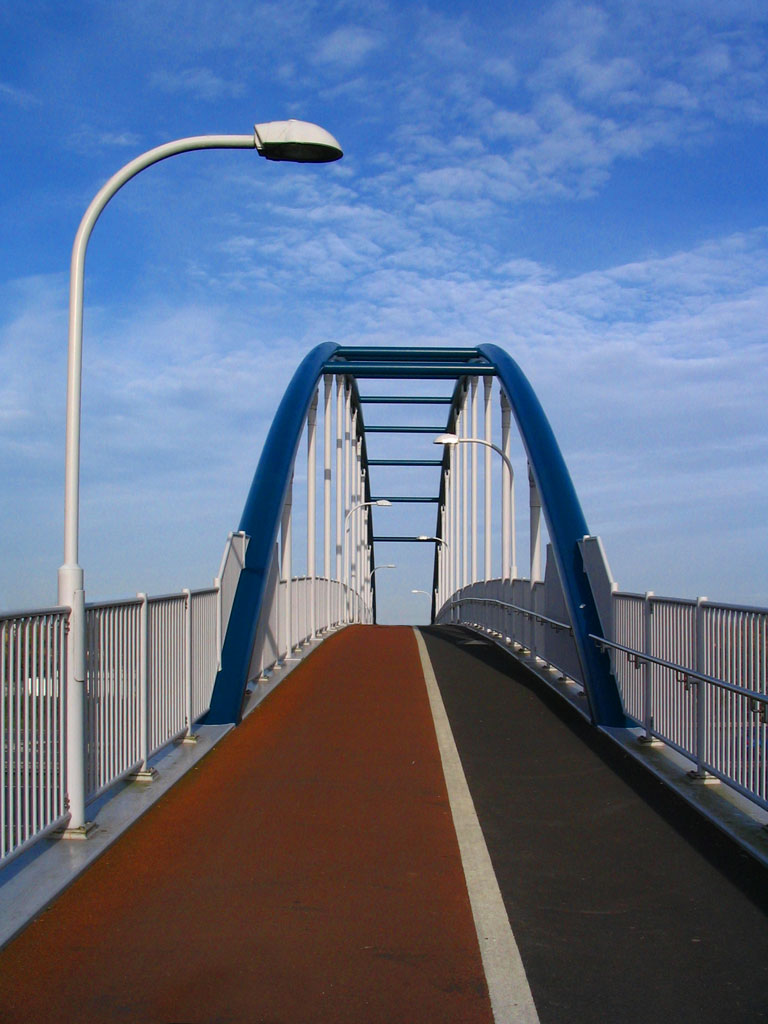